# Hexatoma saturata
Hexatoma saturata là một loài ruồi trong họ Limoniidae. Chúng phân bố ở miền Tân bắc.